# Messa di Requiem (Donizetti)
Die Messa di Requiem in d-Moll ist eine Requiem-Vertonung, die Gaetano Donizetti 1835 aus Anlass des Todes von Vincenzo Bellini komponierte. Die erste belegte Aufführung fand erst 1870 statt. Die Spieldauer beträgt etwas mehr als eine Stunde.

## Werkgeschichte
Nach dem Tod seines vier Jahre jüngeren Komponistenkollegen Vincenzo Bellini am 23. September 1835 komponierte Gaetano Donizetti insgesamt drei Werke, die seinem Andenken gewidmet sind. Zwei davon, das als Lamento per la morte di Bellini bezeichnete Klavierlied „Venne sull’ali ai zeffiri“ und eine Sinfonia für Orchester über Motive aus Bellinis Opern, wurden 1836 von Ricordi veröffentlicht. Das dritte Werk ist die hier beschriebene Messa di Requiem. Donizetti begann mit der Komposition ungefähr Anfang Oktober 1835 und stellte sie vermutlich Mitte bis Ende November fertig. Einem unvollständig erhaltenen Briefwechsel mit Ricordi zufolge gab es einen konkreten Auftrag von anderer Seite, möglicherweise vom Konservatorium in Neapel, an dem Donizetti als Lehrer angestellt war. Die Aufführung war für den 2. Dezember angesetzt. Donizetti wusste bereits vor der Fertigstellung, dass er an diesem Tag nicht in Neapel sein würde und die Aufführung seines Requiems „vom Schicksal für nichtig erklärt“ sei. Außerdem hatte sich offenbar einer der Auftraggeber zurückgezogen. Dennoch setzte er ohne konkreten Anlass die Arbeit fort.:IV–VI
Das autographe Partiturmanuskript ist in der Bibliothek des Konservatoriums erhalten. Es zeigt, dass Donizetti in mehreren Abschnitten an dem Werk gearbeitet haben muss. Er verwendete unterschiedliche Papiersorten. Manche Sätze, vor allem Introitus 1 und Sequentia 4, enthalten viele Korrekturen bis hin zur Unleserlichkeit, andere erscheinen geradezu wie eine Reinschrift.:VI
Das Fehlen der Sätze Sanctus, Benedictus und Agnus Dei ist kein Beweis dafür, dass Donizetti das Werk als unfertig erachtete – auch wenn ältere Quellen das so darstellen. Es dürfte schlicht an Zeitmangel gelegen haben. Die vorhandenen Sätze sind im Manuskript in der liturgisch richtigen Reihenfolge fortlaufend durchnummeriert. Außerdem ließ Donizetti zwei Abschriften der Partitur in dieser Form anfertigen. Weder das Autograf noch diese beiden Kopien enthalten einen Hinweis darauf, dass sie unvollständig seien. Die anderen Sätze vertonte Donizetti vollständig und berücksichtigte dabei auch solche Teile, die oft von anderen Komponisten ausgelassen wurden.:VII–VIII
1837 beschäftigte sich Donizetti zwei weitere Male mit Requiem-Kompositionen. Die Noten seiner Messen zum Tod des Komponisten Niccolò Zingarelli und zum fast gleichzeitigen Tod des Naturwissenschaftlers und Philosophen Lorenzo Fazzini sind jedoch nicht erhalten. Somit ist eine Aussage darüber, ob er dafür Teile des Bellini-Requiems wiederverwendete, nicht möglich. Es ist nicht ausgeschlossen, dass es zur Fazzini-Trauerfeier am 7. November 1837 eine erste Aufführung unter Donizettis eigener Leitung gab. Da seine Ehefrau Virginia Vasselli ebenfalls in diesem Jahr verstorben war, könnte er diese Aufführung auch als Abschiedsmusik für sie verstanden haben.:IX–X
Die erste belegte Aufführung der Messa di Requiem fand erst am 28. April 1870 unter der Leitung von Alessandro Nini in Bergamo statt. Im selben Jahr gab der Musikverlag von Francesco Lucca in Mailand einen von Francesco Almasio erstellten Orgelauszug heraus. Sowohl als Dirigierpartitur der Aufführung als auch für die Druckausgabe wurde eine Abschrift der Partitur verwendet. Sie gehen somit nicht auf den Urtext zurück und enthalten unauthentische Änderungen und Ergänzungen.:X–XI Beispielsweise stellte Almasio dem Introitus eine selbst komponierte 41-taktige Introduzione voran.:XII–XIII
Das mangelhafte Aufführungsmaterial dürfte dazu beigetragen haben, dass das Werk in der Folgezeit kaum gespielt wurde. Es gab im September 1875 eine Teilaufführung in Bergamo und 1897 eine Aufführung zu Donizettis hundertstem Geburtstag.:X–XII
Eine Wiederentdeckung gab es erst aus Anlass seines hundertsten Todestags am 8. April 1948 im Teatro Donizetti in Bergamo. Sie wurde von Kritik und Publikum sehr gut aufgenommen. Besonders durch den Einsatz des Dirigenten Gianandrea Gavazzeni kam es anschließend zu einer weiteren Verbreitung des Werks.:XIV–XV
Seit Vilmos Leskó 1974/1975 bei Ricordi eine neue Ausgabe von Partitur, Klavierauszug und Aufführungsmaterial herausgab, wird Donizettis Requiem etwas häufiger aufgeführt. Diese Ausgabe weist einige Mängel auf. Nur der Klavierauszug ist sauber gestochen, während Partitur und Stimmen als Handschrift herausgegeben wurden. Problematische Stellen löste Leskó meist auf Basis der 1870 verwendeten Kopie und nicht anhand des autografen Manuskript. Auch die von Almasio ergänzte Introduzione nahm er in einer eigenen Orchesterfassung in die Partitur auf, wodurch sie eine unverdiente Verbreitung erfuhr.:XIV–XVI 2023 erschien eine historisch-kritische Ausgabe des Musikwissenschaftlers Guido Johannes Joerg auf Grundlage des Manuskripts von 1835 im Carus-Verlag.

## Gestaltung

### Musik
Die in der Einleitung festgelegte Grundtonart des Werks ist d-Moll. Der Stimmeinsatz des ersten Satzes erfolgt imitatorisch von unten nach oben, wobei jede Stimme bis zur Kadenz ähnlich einer Litanei auf einem einzigen Ton vorgetragen wird. Die Solisten setzen in F-Dur mit dem Te decet hymnus ein, das sich schließlich nach A-Dur wendet, der Dominante des folgenden Kyrie in d-Moll. Dieses enthält eine formal frei gestaltete Fuge, die von Chromatik durchsetzt ist. Es folgt eine gekürzte Wiederholung des einleitenden Requiem mit einer abschließenden Stretta. Das Dies irae fällt ähnlich wie dasjenige der mehr als dreißig Jahre später entstandenen Messa da Requiem von Giuseppe Verdi durch eine Synkope bei den Choreinsätzen auf. Das vom Tenor vorgetragene Ingemisco wird von einem „schluchzenden“ Motiv von Sologeige und -cello begleitet. Im Terzett Preces meae verzichtet Donizetti auf die Streicher. Im Confutatis maledictis kehren Motive und Stimmung des Dies irae wieder. Tonmalerische Effekte gibt es in Form unbeständiger Harmoniefolgen im Quando coeli movendi sunt und in Form eines Tremolos der Streicher im Tremens factus.
Bemerkenswert ist die fünfstimmige Solisten-Besetzung, wobei die weiblichen Solostimmen deutlich weniger gefordert werden als die männlichen. Die Musiksprache entspricht derjenigen der Entstehungszeit. Gelegentlich erhobene Vorwürfe, sie sei zu opernhaft, lassen sich kaum begründen. Es gibt nur wenige dramatische Stellen, beispielsweise im Dies irae oder im Judex ergo. Kontrapunktische Passagen werden ebenfalls sparsam eingesetzt. Größere Bedeutung haben sie nur im Kyrie und im Lacrimosa.

### Orchester
Die Orchesterbesetzung des Werks umfasst die folgenden Instrumente:
- Holzbläser: zwei Flöten, zwei Oboen, zwei Klarinetten, zwei Fagotte
- Blechbläser: vier Hörner, zwei Trompeten, drei Posaunen
- Pauken
- Streicher: Violinen 1, Violinen 2, Bratschen, Violoncelli, Kontrabässe
- Orgel

### Musiknummern
Das Werk besteht aus den folgenden Sätzen:
Introitus
1. Requiem aeternam (Chor SATB)
  - Te decet hymnus (Soli und Chor SATB)
  - Requiem aeternam (Soli SATB)
2. Kyrie (Chor)
3. Graduale et Tractus (Chor)
  - Requiem aeternam (Chor)
  - In memoria aeterna – Absolve, Domine (Chor)

Sequentia
1. Dies irae (Chor)
2. Tuba mirum – Terzettino (Soli TBB)
3. Judex ergo – Duetto (Soli TB)
4. Rex tremendae majestatis – Pieno con Soli (Soli SB, Chor)
5. Ingemisco – Solo (Solo T)
6. Preces meae – Terzettino (Soli ATB)
7. Confutatis maledictis – Pieno con Soli (Soli SATBB, Chor)
8. Oro supplex – Solo (Solo B)
9. Lacrimosa (Chor)
  - Amen (Chor)

Offertorium
1. Domine Jesu Christe (Solo B, Chor TTB)

Communio
1. Lux aeterna (Chor)

Responsorium
1. Libera me, Domine (Chor)

## Aufnahmen
- 26. März 1961 – Gianandrea Gavazzeni (Dirigent), Orchestra Sinfonica e Coro di Milano della RAI.
 Leyla Gencer (Sopran), Mirna Pecile (Alt), Armando Moretti oder Ennio Carlo Buoso (Tenor), Alessandro Cassis (Bass), Agostino Ferrin (Bass).
 Live aus der Sala Verdi del Conservatorio in Mailand.
 Archipel ARPCD0475.[6][1]:XV
- 21. Mai 1961 – Francesco Molinari-Pradelli (Dirigent), Orchestra Sinfonica e Coro di Milano della RAI.
 Gabriella Tucci (Sopran), Adriana Lazzarini (Alt), Gino Sinimberghi (Tenor), Philip Maero (Bass), Ivan Sardi (Bass).
 Live aus Mailand.
 Memories HR 4131.[7][1]:XV
- 20. Mai 1970 – Gianandrea Gavazzeni (Dirigent), Orchester und Chor des Teatro La Fenice.
 Leyla Gencer (Sopran), Mirna Pecile (Alt), Armando Moretti (Tenor), Alessandro Cassis (Bass), Eftimios Michalopoulos (Bass).
 Live aus dem Teatro La Fenice in Venedig.
 Archivio Fonografico del Gran Teatro La Fenice / Mondo Musica MFOH 10201[1]:XV
- 20.–22. Februar 1979 – Gerhard Fackler (Dirigent), Orchestra e Coro Ente Lirico Arena di Verona.
 Viorica Cortez (Alt), Luciano Pavarotti (Tenor), Renato Bruson (Bariton), Paolo Washington (Bass).
 Aufnahme aus dem Teatro Filarmonico di Verona.
 Decca 425 043-2.[8]
- 1983 – Gianluigi Gelmetti (Dirigent), Orchestra Sinfonica e Coro di Roma della RAI.
 Valeria Mariconda (Sopran), Gloria Banditelli (Alt), Veriano Luchetti (Tenor), Renato Bruson (Bass), Ferruccio Furlanetto (Bass).
 Live.
 Fonit Cetra LMAD 3018 (3 LPs), Fonit Cetra CDC 117, Warner Fonit 8573 81479-2.[9]
- 2.–5. Januar 1984 – Miguel Ángel Gómez Martínez (Dirigent), Bamberger Symphoniker, Chor der Bamberger Symphoniker.
 Cheryl Studer (Sopran), Helga Müller-Molinari (Alt), Aldo Baldin (Tenor), Jan-Hendrik Rootering (Bass), John-Paul Bogart (Bass).
 Aufnahme aus dem Bamberger Dominikanerbau.
 Orfeo C 172 881 A.[10]
- Mai 1997 – Alexander Rahbari (Dirigent), Virtuosi di Praga, Prager Kammerchor.
 Tiziana K. Sojat (Sopran), Jaroslava Horská-Maxová (Mezzosopran), Vittorio Giammarrusco (Tenor), Zdenek Hlavka (Bariton), Marcel Rosca (Bass).
 Aufnahme aus den Korunni Studios, Prag.
 Profil Hänssler PH08026.[11]
- 16. Juli 2014 (Erscheinungsdatum?) – Ruggero Barbieri (Dirigent), Orchestra Filarmonica Italiana, Coro Canticum Novum.
 Gabriella Costa (Sopran), Simona Forni (Mezzosopran), Romolo Tisano (Tenor), Marzio Giossi (Bass), Alvaro Lozano (Bass).
- August 2016 – Václav Luks (Dirigent), Collegium 1704, Collegium Vocale 1704.
 Natalia Rubiś (Sopran), Agnieszka Rehlis (Mezzosopran), Jaroslav Březina (Tenor), Jan Martiník (Bass), Jiří Brückler (Bass).
 Aufnahme eines Konzerts vom „Chopin and his Europe Music Festival“ in Warschau.
 NIFCDVD-006 (DVD).[12]
- 29. November 2017 – Corrado Rovaris (Dirigent), Orchester und Chor der Donizetti Opera.
 Carmela Remigio (Sopran), Chiara Amarù (Alt), Juan Francesco Gatell (Tenor), Andrea Concetti (Bass), Omar Montanari (Bass).
 Aufnahme aus der Basilica di Santa Maria Maggiore in Bergamo; Fassung von Vilmos Leskó.
 Dynamic CDS7813.[13]